# Phyllobates
Phyllobates é um género de anfíbios da família Dendrobatidae. Está distribuído desde a Nicarágua até à Colômbia.

## Espécies
- Phyllobates aurotaenia (Boulenger, 1913)
- Phyllobates bicolor Duméril and Bibron, 1841
- Phyllobates lugubris (Schmidt, 1857)
- Phyllobates terribilis Myers, Daly, and Malkin, 1978
- Phyllobates vittatus (Cope, 1893)